# Станки (Вязниковский район)
Станки — село в Вязниковском районе Владимирской области России. Входит в состав муниципального образования «Посёлок Мстёра». Малая родина Героя России В. В. Селивёрстова.

## География
Село расположено в 9 км на северо-запад от города Вязники и в 10 км на юго-восток от посёлка Мстёра

## История

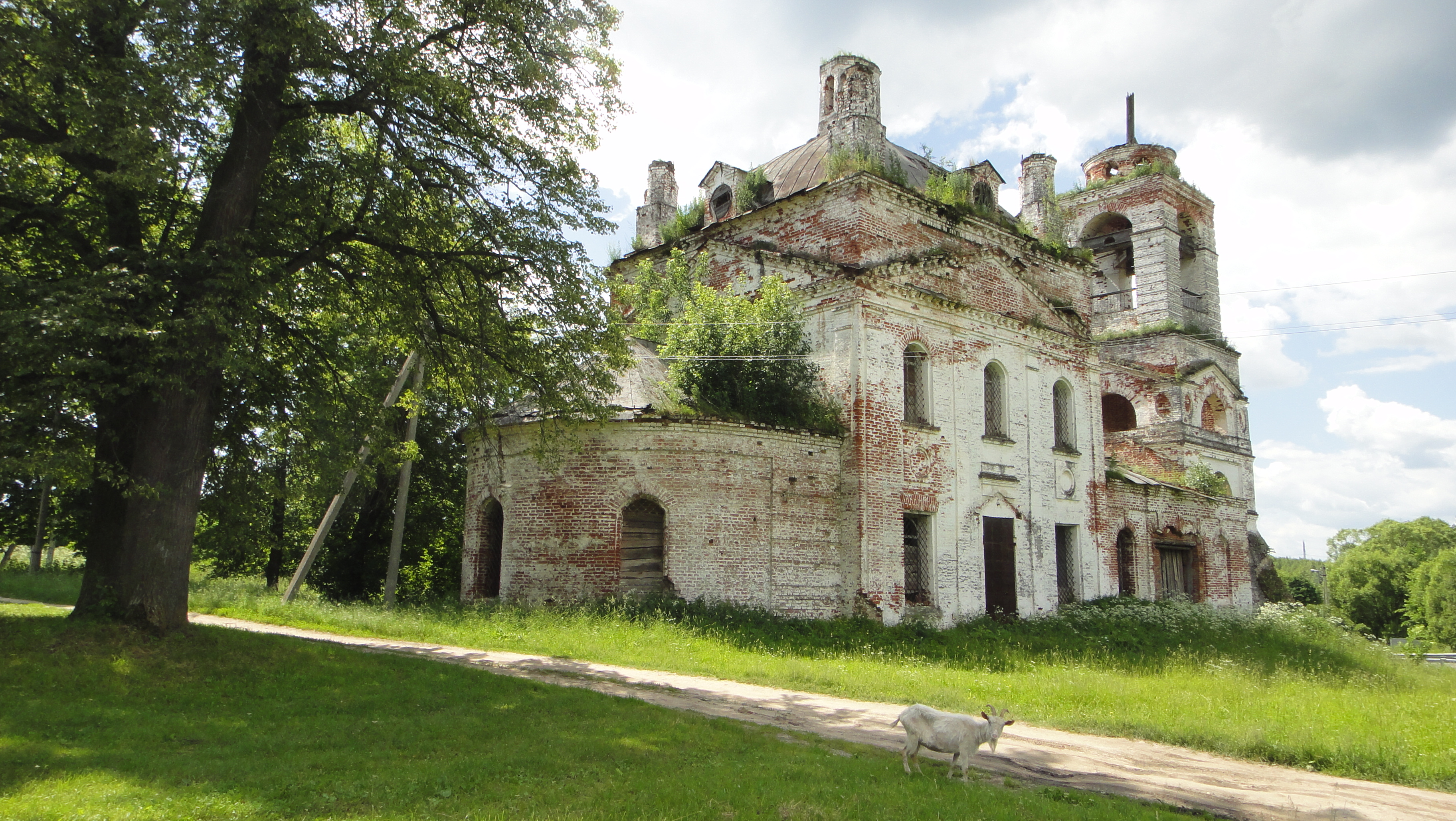
Церковь Успения Пресвятой Богородицы. 2012 год

Первые документальные сведения о церкви в селе Станки находятся в патриарших окладных книгах от 1628 года, где отмечена вновь построенная церковь Успения Пречистой Богородицы. По писцовым книгам Ярополченского стана 1637—1647 годов село Станки значится за разными помещиками: Гаврилой Андреевичем Ивановым, Фёдором Петровичем Нащокиным, нижегородцем Федором Бартеневым, за владимирцем С. Владыкиным и нижегородцем Ив. Плакидиным.
Из прошения прихожан села Станки от 1753 года видно, что в селе было три церкви: деревянная церковь Успения Пресвятой Богородицы с шатровым верхом, каменная церковь во имя Двенадцати апостолов с приделом во имя Иоанна Воина и ветхая деревянная церковь Иоанна Златоустого. В 1753 году Златоустовская церковь была разобрана. В 1819—1826 годах вместо деревянной Успенской церкви построен был каменный пятиглавый храм. В 1882 году каменная церковь во имя Двенадцати апостолов была перестроена: с запада приложено 7 аршин, своды устроены вновь, паперть обращена в трапезу, окна расширены, глава устроена новая. В Станках имелась земская народная школа, учащихся в 1897 году было 82.

### Административно-территориальная принадлежность
До 1926 года волостной центр Станковской волости Вязниковского уезда, с 1926 года — в составе Вязниковской волости. 
С 1929 года село являлось центром Станковского сельсовета Вязниковского района Владимирского округа Ивановской Промышленной области, с 1936 года — в составе Ивановской области, с 1944 года — в составе Владимирской области, с 2005 года — в составе муниципального образования «Посёлок Мстёра».

## Население
| 1859 | 1905 | 1926 | 2002 | 2010 | 2021 |
| ---- | ---- | ---- | ---- | ---- | ---- |
| 494  | ↘351 | ↗482 | ↗564 | ↘518 | ↘435 |

## Известные уроженцы, жители
В Станках в 1863 году в семье священника родился Пётр Скипетров, в будущем священномученик.

## Достопримечательности
В селе расположена недействующая Церковь Успения Пресвятой Богородицы

## Инфраструктура
Личное подсобное хозяйство с зоной сельскохозяйственного использования, индивидуальная застройка усадебного типа. В 1926 году в селе был 101 двор.
Основа экономики — сельское хозяйство. В годы Советской власти в селе располагалась центральная усадьба совхоза имени Парижской коммуны.

## Транспорт
Автобусное сообщение с райцентром. Остановка общественного транспорта «Станки». 